# Franky De Smet-Van Damme
Franky De Smet-Van Damme (Zottegem, 7 januari 1969) is een Belgisch zanger en muzikant. Hij werd bekend als frontman van Channel Zero.

## Levensloop
Hij werd geboren in Zottegem en groeide op in Steenhuize en de streek rond Zottegem en was actief in de band Bacteria. Zijn jeugd verliep moeilijk en werd gekenmerkt door een jong overleden moeder, een alcoholistische vader en door misbruik. Op 1 maart 1990 verliet hij samen met Xavier Carion (gitaar) de band om met de muzikanten Patrice Hubloux (gitaar), Tino de Martino (basgitaar) en Phil Baheux (drums) van de bevriende band Sixty Nine een nieuwe band te vormen: Channel Zero. Op Franky na, hadden ze allemaal het Frans als moedertaal.
In 1992 bracht hij met deze groep hun titelloze debuutalbum uit, hun tweede album Stigmatized for Life (gemixt door Vinnie Paul van Pantera) volgde een jaar later. De doorbraak kwam er met het album Unsafe uit 1994, waarop onder andere Billie Milano van S.O.D. en Richard 23 van Front 242 te horen zijn. In 1996 volgde het album Black Fuel. Het werd internationaal goed onthaald, maar de verkoop bleef achterwege. De groep besluit kort daarop te stoppen, wel brachten ze nog een livealbum uit, opgenomen op Marktrock 1997 te Leuven.
Na actief te zijn geweest in enkele zijprojecten (Holy Gang, Faast Orange en Pizza Crushers), richtte hij in 2001 een nieuwe band op, Skitsoy genaamd. In 2002 werd de single Brainf***ing uitgebracht en in april 2005 volgde het album Come 2 Belgium. In 2007 hield de groep op te bestaan.
In 2010 kondigde Channel Zero een reeks van zes reünieconcerten aan in de Ancienne Belgique (AB). Op minder dan 49 minuten waren de eerste drie concerten uitverkocht. Datzelfde jaar stond Channel Zero ook op Graspop. In 2011 verscheen het nieuwe album Feed 'Em with a Brick.
In 2021 bracht hij een versie van Madammen met een bontjas van Urbanus voor het VTM-programma The Best of. Het nummer verscheen later op het gelijknamige album van het programma. Daarnaast is De Smet-Van Damme actief als diskjockey, eerst onder het pseudoniem DJ Metalman en vervolgens als DJ Turbeau. Ook bracht hij met Turbeau Rock Brewing Company een eigen bier, 'Turbeau Noir', op de markt.
In 2023 neemt hij deel aan De Verraders.

## Discografie[16]

### Albums met Channel Zero
- Channel Zero (1992)
- Stigmatized for Life (1993)
- Unsafe (1994)
- Black Fuel (1996)
- Live (1997)
- Live at the Ancienne Belgique (livealbum, 2010)
- Feed 'Em with a Brick (2011)
- Kill All Kings (2014)

### Albums met Skitsoy
- Come 2 Belgium (2005)